# Ihamaru
Ihamaru är en ort i Estland. Den ligger i Kõlleste kommun och landskapet Põlvamaa, i den sydöstra delen av landet, 200 km sydost om huvudstaden Tallinn. Ihamaru ligger 111 meter över havet och antalet invånare är 168.
Terrängen runt Ihamaru är platt. Runt Ihamaru är det glesbefolkat, med 11 invånare per kvadratkilometer. Närmaste större samhälle är Põlva, 9,9 km öster om Ihamaru. I omgivningarna runt Ihamaru växer i huvudsak blandskog.